# Malcata
Malcata es una freguesia portuguesa del municipio de Sabugal. Según el censo de 2021, tiene una población de 322 habitantes.